# Glycera tenuis
Glycera tenuis är en ringmaskart som beskrevs av Hartman 1944. Glycera tenuis ingår i släktet Glycera och familjen Glyceridae. Inga underarter finns listade i Catalogue of Life.